# Rue du Docteur-Lamaze
La rue du Docteur-Lamaze est une voie piétonnière du 19e arrondissement de Paris, en France.

## Situation et accès
La rue du Docteur-Lamaze est une voie publique située dans le 19e arrondissement de Paris. Elle débute au 36, rue Riquet et se termine au 10, rue Archereau.
Cette voie est uniquement ouverte aux piétons. Elle est également accessible pour les véhicules d'urgence.

## Origine du nom

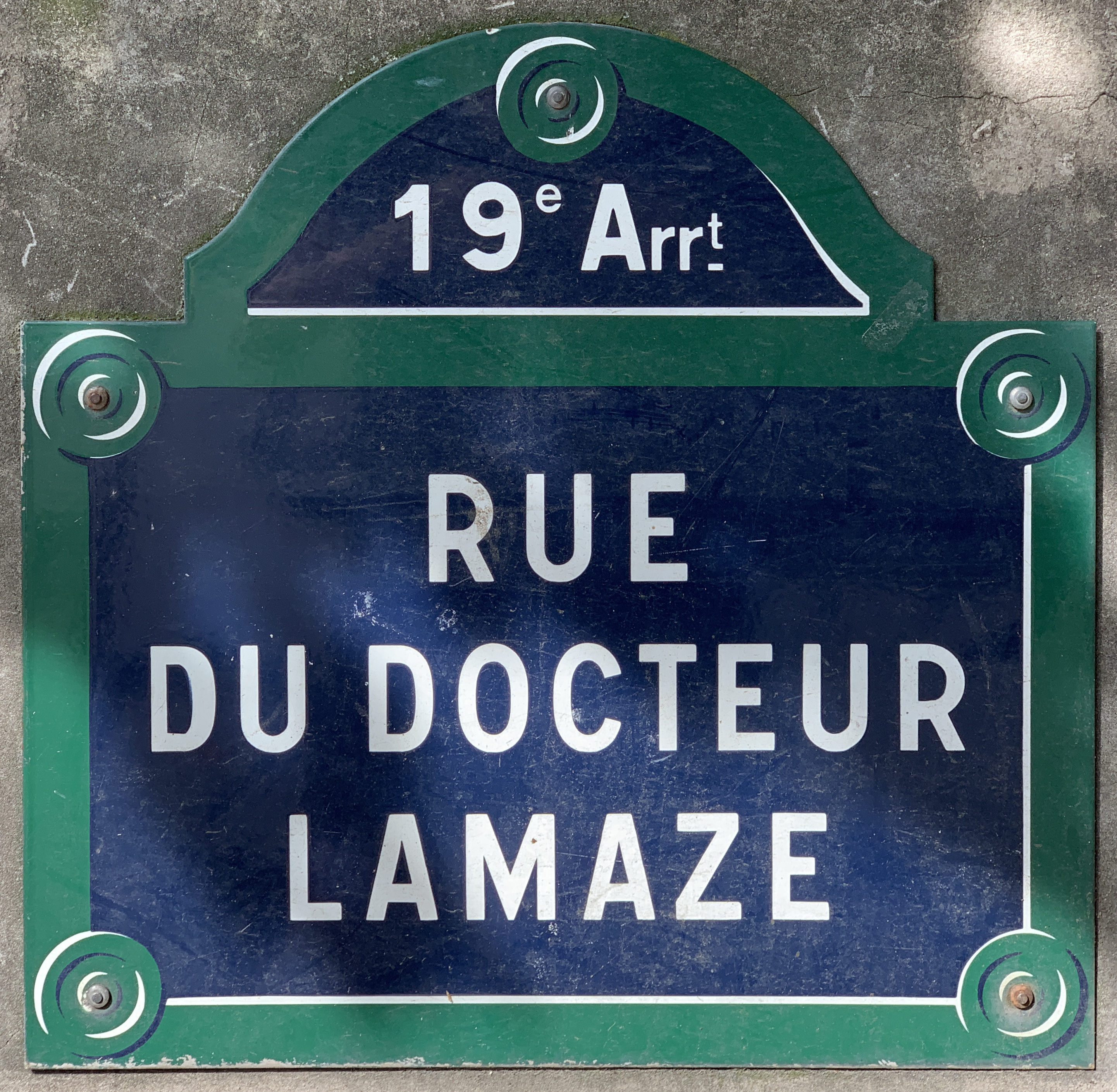
Plaque de la rue.

La rue a été nommée en 1974 en l'honneur du docteur Fernand Lamaze (1891-1957), auquel on doit l'introduction en France de la méthode psychoprophylactique d'accouchement sans douleur.

## Historique
La voie est créée en 1970 dans le cadre de l'aménagement de l'îlot Riquet sous le nom provisoire de « voie AF/19 » et prend sa dénomination actuelle par un arrêté du 23 octobre 1974.